# Ospedaletti
Ospedaletti es una localidad y comune italiana de la provincia de Imperia, región de Liguria, con 3.658 habitantes.

## Evolución demográfica
| Gráfica de evolución demográfica de Ospedaletti entre 1861 y 2001 |
|                                                                   |
| Fuente ISTAT - elaboración gráfica de Wikipedia                   |